# Dakota-ház
A Dakota-ház New York egyik híres luxus apartmanháza, 1880 és 1884 között épült. Az épület Manhattan városrészben, a Central Park Westen, a 72. utca sarkán áll. Leginkább John Lennon, egykori Beatles-tag meggyilkolása miatt ismerik.
Az épületet Henry Janeway Hardenbergh építészeti vállalata tervezte; ez a vállalat tervezte a Plaza Hotelt is.
Amikor épült, ez a terület eléggé elhagyatott része volt a városnak, és ezért is hívták távoli Dakota territóriumnak is. Feltehetően innen származik a neve.
A 72. utcai bejárat felett egy dakota indián figurája látható.

## Építészet

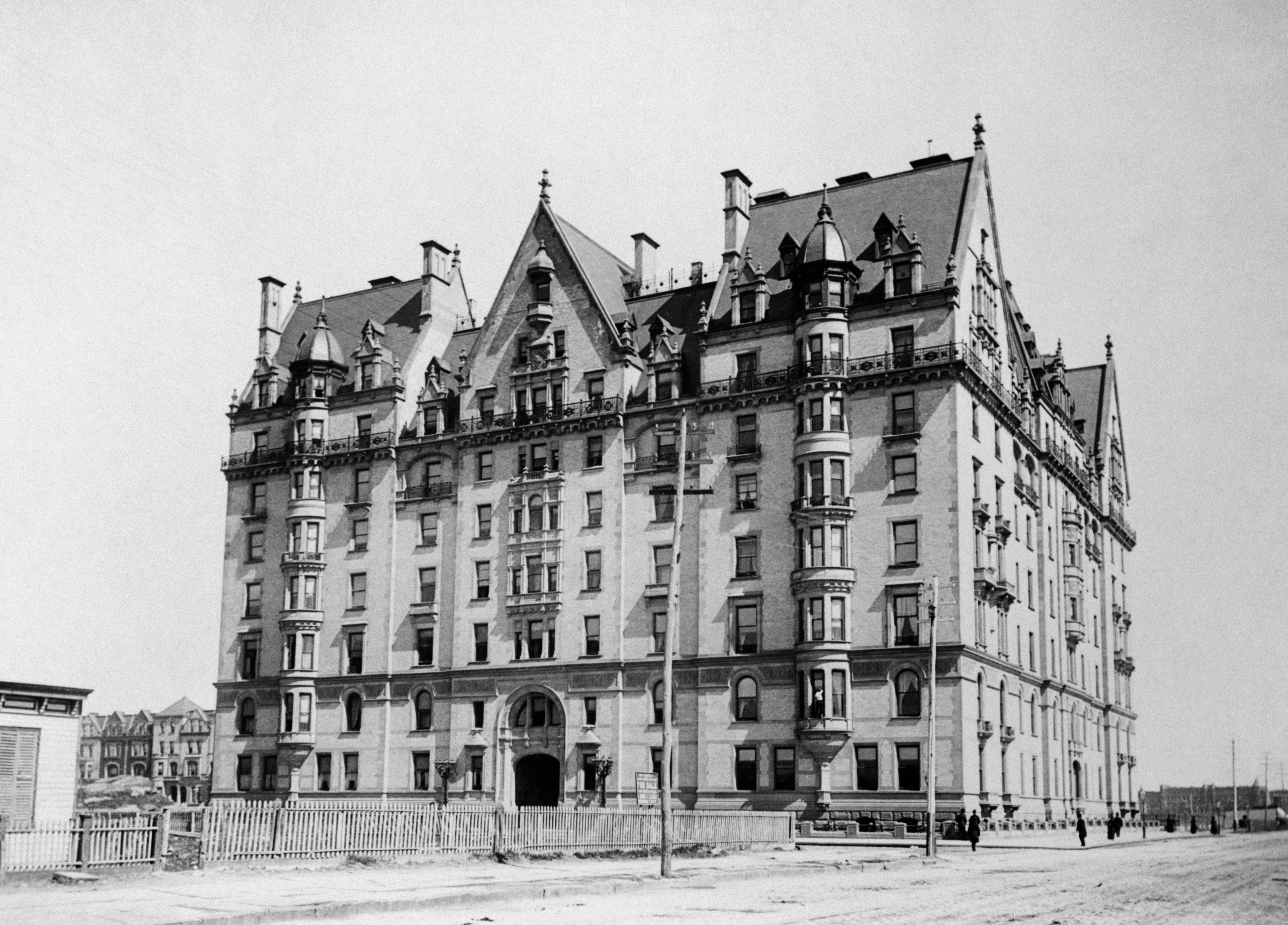
A Dakota-ház 1890-ben

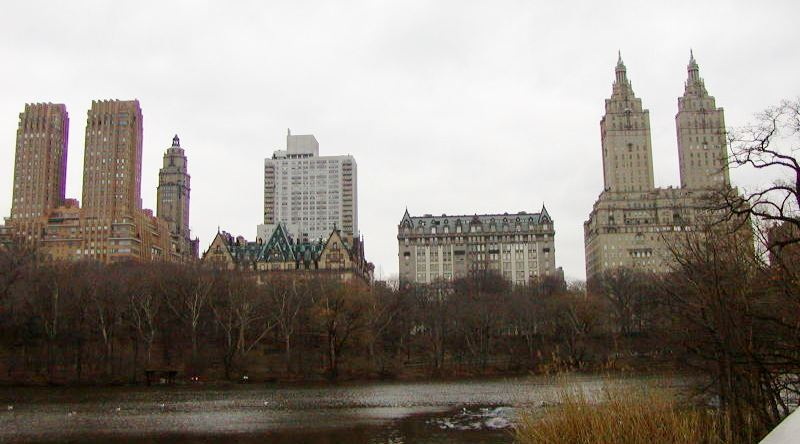
A Dakota-ház a Central Parkból 2006-ban

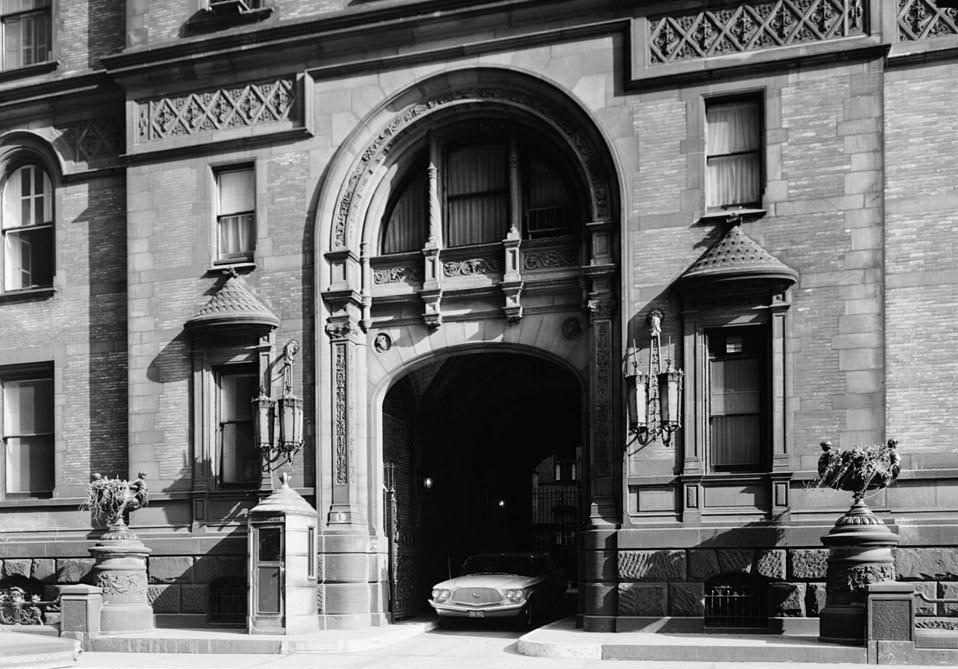
A Dakota-ház déli főkapuja

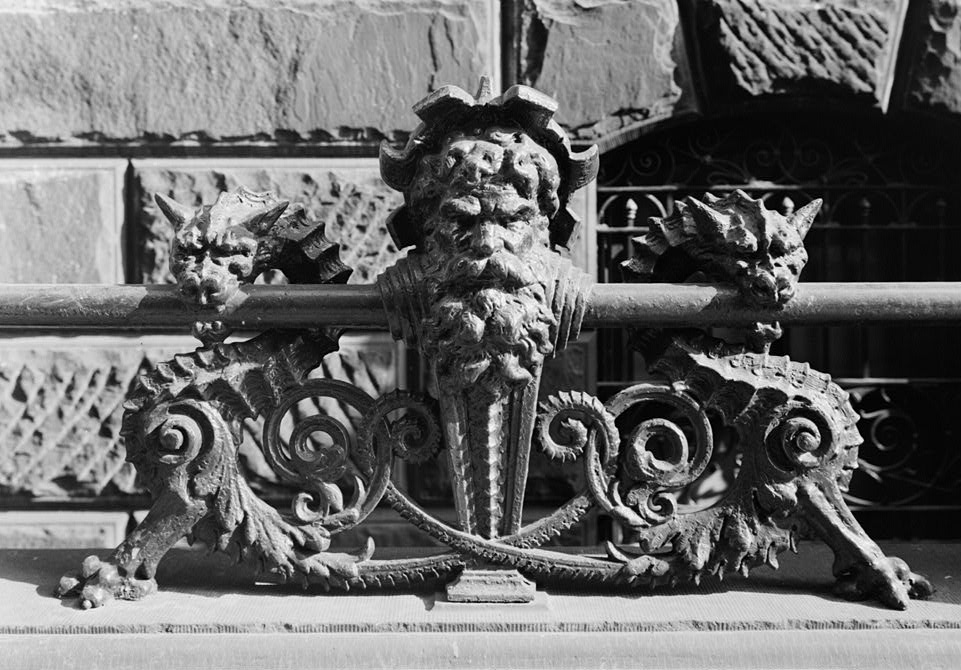
A Dakota-ház egyik kerítéseleme

A Central Park nyugati oldalán álló Dakota-ház négyzet alapú, nagy belső udvarral, melyet körbe építettek. A fő bejárati kapu elég nagy ahhoz, hogy lovaskocsik is bejárhattak az udvarba. Az épületben 65 apartman található, 4–20 szobás kivitelben. A szobák nem minden emeleten kapcsolódnak egymásba tradicionális módon, folyosókon és hallokon keresztül érhetők el. A személyzet különálló diszkrét szobákban lakik. A lakások lépcsőházon keresztül, és négy lifttel érhetők el, melyek a ház négy sarkában működnek.
A ház francia stílusban épült, és kissé egy elvarázsolt kastély benyomását kelti. Ezt a benyomást a számos kis torony, a homlokzatokon látható beugrók, francia erkélyek, ornamentikák sugallják. Az épületben egy nagy ebédlő terem található. Az épület elektromos ellátását saját generátor is biztosítja, és központi fűtéssel rendelkezik. A Dakota-házhoz tartozik egy kert, egy croquetpálya, és egy teniszpálya.
A Dakota-ház építése óta kedvelt a felső tízezer körében. A házban nem juthat tulajdonhoz bárki, akinek van elég pénze azt megfizetni. A ház lakóinak testülete dönt az új lakók befogadásáról. Így esett, hogy elutasították, többek között, Melanie Griffith-et és Antonio Banderas-t. Többek között itt lakott Leonard Bernstein, és Judy Garland is.
1972-ben, a Dakota-házat bejegyezték a “National Register of Historic Places“ regiszterbe, mely az USA történelmi helyeit tartja nyilván.

## John Lennon halála
John Lennon, a korábbi Beatles tag 1973 óta lakott a Dakota-házban. 1980. december 8-án lőtte le a ház előtt Mark David Chapman. Felesége, Yoko Ono több apartman tulajdonosa, és itt lakik egyetlen fiuk, Sean Lennon is.

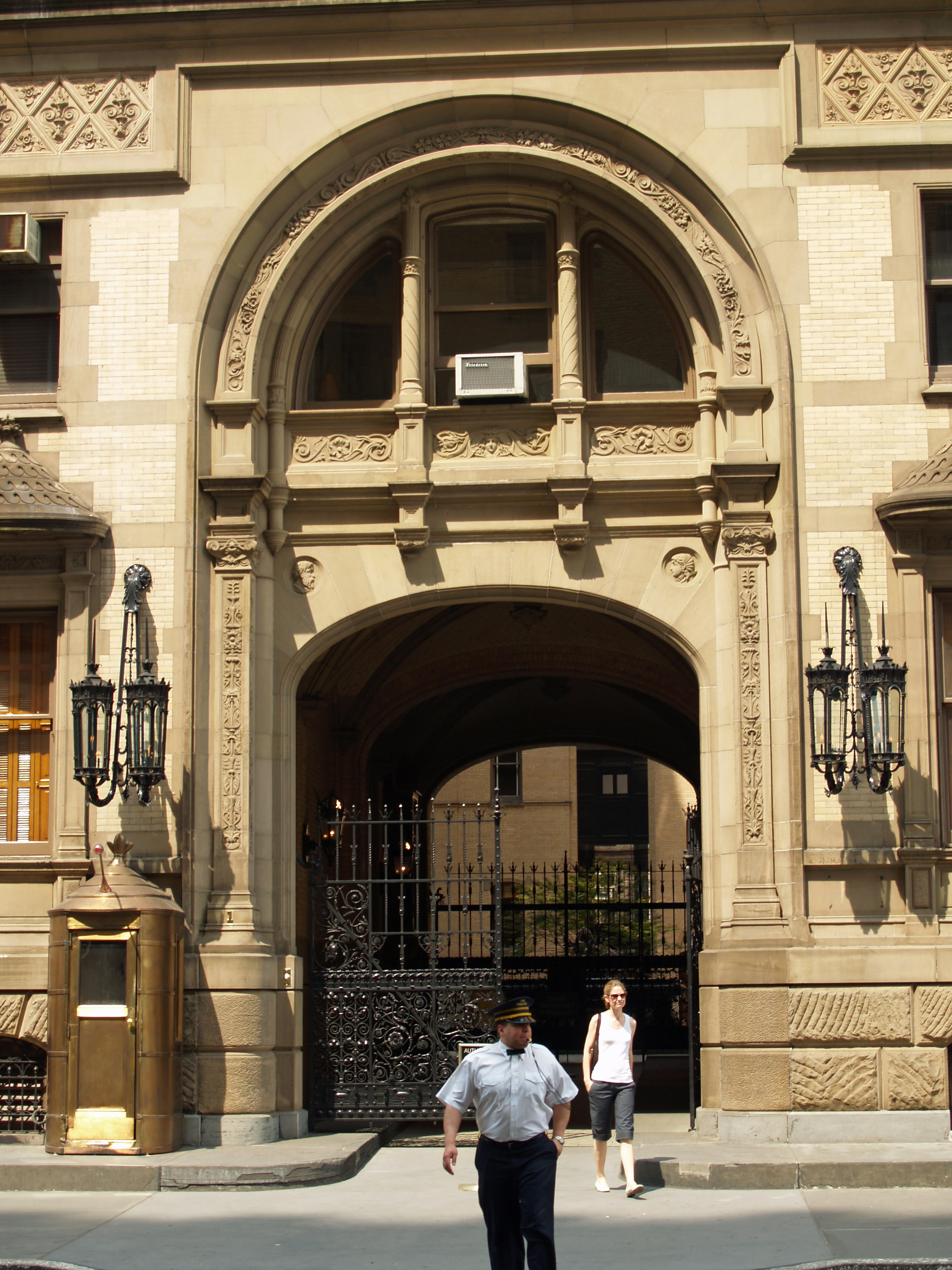
A Dakota-ház fő kapuja, ahol John Lennont megölték

A házhoz közel lévő Central Parkban létrehoztak egy emlékhelyet, a “Strawberry Fields Memorial”-t. Minden évben Lennon halála napján zarándoklatot tartanak, Yoko Ono egyik apartmanja ablakában egy szál gyertya ég ilyenkor.

## Híres lakói
- Lauren Bacall, színész[7]
- Harley Baldwin, ingatlanvállalkozó és műgyűjtő[8]
- Ward Bennett, építész[9]
- Leonard Bernstein, zeneszerző, karmester [10]
- Rosemary Clooney, énekes, színész [11]
- Harlan Coben, színész[12]
- Bob Crewe, dalszerző, producer, művész[13]
- José Ferrer, színész[11]
- Roberta Flack, énekes[14]
- Buddy Fletcher, üzletember[15]
- Charles Henri Ford, költő, művész  és kiadó[16]
- Ruth Ford, színész[16]
- Judy Garland, színész[17]
- Lillian Gish, színész[18]
- Paul Goldberger, építész kritikus[19]
- William Inge, író[17]
- Boris Karloff, színész[20]
- John Lennon, a Beatles együttes tagja, zeneszerző;[21]
- Sean Lennon, zenész, zeneszerző, John Lennon és Yoko Ono fia[22]
- Warner LeRoy, producer, étterem-tulajdonos[19]
- John Madden, labdarúgóedző, sportkommentátor[23]
- Frederick S. Mates, üzletember[24]
- Albert Maysles, dokumentumfilm-készítő [25]
- Joe Namath, amerikaifutball-játékos[26]
- Rudolf Nurejev balett-táncos[27]
- Rosie O'Donnell, színész[28]
- Patrick O'Neal, színész, étterem-tulajdonos[29]
- Yoko Ono, művész, John Lennon özvegye[20]
- Jack Palance, színész[30]
- Ruth Porat, az Alphabet Inc., a Google pénzügyi vezetője, 2010 és 2015 között a Morgan Stanley alelnöke volt [31][32]
- Maury Povich, amerikai komikus, színész, producer[20]
- Gilda Radner, komikus[33]
- Rex Reed, filmkritikus[17]
- Jason Robards, színész[7]
- Jane Rosenthal, filmproducer[34]
- Wilbur Ross, üzletember[35]
- Robert Ryan, színész[36]
- Harper Simon, zenész, zeneszerző [37]